# Hydroptila cretosa
Hydroptila cretosa är en nattsländeart som beskrevs av Harris 1985. Hydroptila cretosa ingår i släktet Hydroptila och familjen smånattsländor. Inga underarter finns listade i Catalogue of Life.